# 清原教隆
清原 教隆（きよはら の のりたか、1199年（正治元年） - 1265年（文永2年7月18日））は、鎌倉時代の日本の儒者。初名は初名は仲光。清原頼業の孫で、清原仲隆の子。
家学の明経道を承継し、安貞元年（1227年）権少外記、寛喜元年（1229年）従五位下相模介、仁治2年（1241年）三河守に補任される。寛元2年（1244年）以降は鎌倉幕府に仕え、将軍九条頼嗣、宗尊親王の侍講となる。正元元年（1259年）明経道の直講となる。弘長元年（1261年）辞任。金沢実時が金沢文庫を創設する上で影響をあたえた。文永年間初頭に帰洛し、同2年（1265年）大外記となるが、直後に没した。